# Багдатський муніципалітет
Багдатський  муніципалітет (груз. ბაღდათის მუნიციპალიტეტი bagdatis municipaliteti) — муніципалітет у Грузії, що входить до складу краю Імеретія. Центр — Багдаті.

## Населення
Станом на 1 січня 2014 чисельність населення муніципалітету склала 21 582 мешканців.
Більшість населення складають Імеретини, одна з етнографічних груп грузин.
| Грузини | Росіяни | Українці |
| 99,77 % | 0,15 %  | 0,07%    |